# Ichneutes contortus
Ichneutes contortus är en stekelart som beskrevs av Charles Thomas Brues 1933. Ichneutes contortus ingår i släktet Ichneutes och familjen bracksteklar. Inga underarter finns listade i Catalogue of Life.